# سمير اليوسف
سمير اليوسف من مواليد عام 1965، هو كاتب وناقد فلسطيني-بريطاني وُلد في مخيم الرشيدية رُفقة باقي اللاجئين الفلسطينيين في جنوب لبنان حيث عاش هناك حتى بلغ سن العاشرة قبل أن ينتقل إلى صيدا. والد اليوسف من الطائفة السنية أما والدته فهي من الأقلية الشيعة في فلسطين. هاجر سمير إلى قبرص في عام 1989 ومنذ عام 1990 وهو يعيش في لندن حيث درس الفلسفة وحصل على ماجستير الآداب ثم درجة البكالوريوس من جامعة لندن. حَصلَ عام 2000 على الجنسية البريطانية.
يكتب سمير باللغتين العربية والإنجليزية كما تُرجمت بعض أعماله إلى الألمانية، الإيطالية، اليونانية والنرويجية. شارك في عام 2004 في تأليف كتاب تحت عنوان غزة: قصص مختلفة رفقة المؤلف الإسرائيلي ايتجار كيريت، كما ألّف كتابا آخر تحت عنوان وهم العودة حيث نُشر في عام 2007 وهي أول رواية مكتوبة باللغة الإنجليزية. اشتهر الكاتب بفضل كتاباته المُختلفة والمتنوعة حيث شارك في مجموعة واسعة من الأعمال بما في ذلك الأدب، السياسة، الفلسفة والدراسات الثقافية. كتب أيضا عشرات المقالات كما قام بمراجعات أخرى في كبرى الدوريات العربية والصحف مثل جريدة الحياة ، وكذلك على موقع openDemocracy.net ثم الغارديان وكذلك في نيوستيتسمان.
مُنح سمير اليوسف جائزة كورت توخولسكي عام 2005 من قِبل فرع المنظمة السويدية نادي القلم الدولي وذلك اعترافا بما قام به وبسبب تعرضه للاضطهاد أو التهديد بالإضافة إلى العيش في المنفى.

## المؤلفات
| الكتاب          | تاريخ الإصدار | مكان الإصدار | ردمك                     | ملاحظات                    |
| --------------- | ------------- | ------------ | ------------------------ | -------------------------- |
| غزة: قصص مختلفة | 2004          | لندن         | (ردمك 978-0-9540542-4-3) | شارك في تأليفه إدغار كوريت |
| وهم العودة      | 2007          | لندن         | (ردمك 978-1-905559-07-7) |                            |
| معاهدة الحب     | 2008          | لندن         | ISBN 978-1-905559-09-1   |                            |